# Gherao
盖拉（Gherao），意思是“包围”，源自印地语。它是印度劳工活动家和工会领导人所采用的策略，它与“工人纠察队”（Picketing）类似。通常情况下，一群人会围绕一个政治家或政府大楼，直到满足他们的要求或给出答案。它是由1967年和1969年西孟加拉邦联合阵线政府的残疾人和劳工部长苏博德·巴纳吉（Subodh Banarjee）作为劳工界的一种正式抗议手段而引入的。Subodh Banarjee被称为盖拉部长（Gherao minister）。2004年列入牛津简明英语词典。

## 参看
- 停工